# A Quien Quiera Escuchar
A Quien Quiera Escuchar é o décimo álbum de estúdio do cantor porto-riquenho Ricky Martin. O álbum foi lançado no dia 10 de fevereiro de 2015 pela Sony Music Latin.
O lançamento foi precedido pelos singles de sucesso “Adiós” e “Disparo al Corazón”. Martin escreveu as canções em colaboração com os renomados compositores Pedro Capó, Yotuel Romero, Yoel Henríquez, Rafael Esparza Ruiz, Beatriz Luengo, José Gómez, David Julca, Johnny Julcaand e Jorge Ruiz Flores.
A produção é de Julio Reyes Copello e a lista de faixas é composta por 10 canções na versão standard e 13 na versão deluxe. Os gêneros músicais misturam baladas (principalmente) com algumas músicas dançantes.
Em entrevista Martin explicou a razão de apostar em baladas: “É um disco muito simples no qual voltei a recuperar as baladas. Acabo de fazer uma turnê por todo o México e quando cantava meus sucessos mais românticos o público ficava louco. O que quero é voltar a esse sentimento romântico. Faz tempo que não brincava com ele. O disco é multicultural porque sou latino, vivo agora nos Estados Unidos, mas também morei um tempo na Austrália. O disco é fruto desta fusão. Há muito tempo não me sentia tão bem com minha música!”.
As resenhas da crítica especializada em música foram, em maioria, favoráveis. Os críticos elogiaram as composições e as letras sobre amor, com um deles o definindo como "[um álbum] deliciosamente encharcado de batidas contagiantes de pista de dança e apelo sexual escaldante com toques de vulnerabilidade, paixão e bem-aventurança". Enquanto outro afirmou que "este não é um álbum que se baseia em clichês fáceis. Este é pop latino bem feito com igual atenção à instrumentação e ao espetáculo". Martin recebeu uma indicação no Grammy Latino de 2015 na categoria de  Melhor Álbum Vocal Pop Contemporâneo.
Comercialmente, tornou-se mais um sucesso na carreira do cantor. Estreou no número 20 na parada Billboard 200 dos Estados Unidos, vendendo 25.000 cópias em sua primeira semana. Posteriormente, estreou como número um no Top Latin Albums, tornando-se seu sexto álbum a estrear no topo das paradas. Ele também estreou como número um na parada de álbuns pop latino da mesma revista.

## Antecedentes e anúncios
O nono álbum de Ricky Martin, Música + Alma + Sexo foi lançado em janeiro de 2011 pela Sony Music. O álbum alcançou a terceira posição na Billboard 200 e recebeu um certificado de platina na seção da língua hispânica pela Recording Industry Association of America (RIAA), indicando mais de 100.000 cópias despachadas nos EUA. Nos anos posteriores, Ricky Martin foi escolhido como treinador no The Voice na Austrália; enquanto fazia parte do show, ele lançou Greatest Hits: Souvenir Edition (2013) e embarcou na turnê Ricky Martin Live no país. Adicionalmente, ele lançou vários singles incluindo "Adrenalina", uma colaboração com Wisin e Jennifer Lopez, e "Vida" incluída no álbum One Love, One Rhythm - The 2014 FIFA World Cup Official Album.
No fim de dezembro de 2014, usando suas redes sociais, em um vídeo, Ricky Martin revelou que o nome do álbum seria A Quien Quiera Escuchar e que seria lançado em 10 de fevereiro de 2015, "Nós teremos um ano muito interessante cheio de música, festa e tempos românticos". Em outro vídeo ele revela as faixas para o álbum enquanto escreve os nomes das músicas em um papel.

## Singles
"Adiós" foi lançado como single principal de A Quien Quiera Escuchar. Estreou em 22 de setembro de 2014 nas estações de rádio da Uforia nos Estados Unidos e Porto Rico e foi lançado para varejistas digitais em 23 de setembro em três versões, espanhol, inglês e inglês-francês. "Adiós" é uma canção com sonoridade de world music com duração de três minutos e cinquenta e oito segundos. Apresenta "som original" e influências de diferentes partes do mundo em que Martin viajou em 2014. O crítico Haley Longman da revista OK! elogiou o multilinguismo de Martin e escreveu que com "Adiós" ele o transformou em uma forma de música.
Em 3 de outubro de 2014, Martin compartilhou um vídeo de si mesmo no set de filmagem do videoclipe, anunciando que ele estaria disponível em 20 de outubro de 2014. Ele estreou exclusivamente no Twitter na data especificada, e os videoclipes para as versões em espanhol/francês e inglês estrearam em seu canal do YouTube no dia seguinte. Foi ambientado no início da década de 1930, na Alemanha de Weimar, filmado em Long Beach, na Califórnia, no bar clandestino subterrâneo Harvelle's, que abriu suas portas durante a Lei Seca em 1931, e foi dirigido por Ethan Ladder. Martin retrata cinco personagens no vídeo: um policial, um barman, um segurança, um gângster e um cantor. O visual também apresenta várias dançarinas de cabaré, fazendo lap dance de alguns homens na multidão. Martin afirmou sobre o início da década de 1930: "Há algo sobre aquela época e o estilo que eu amo." Escrevendo para seu site, Andy Towle elogiou os diferentes papéis de Martin por serem "cada um mais arrojado que o outro", enquanto Sophie Schillaci do Entertainment Tonight descreveu o vídeo como "sexy" e "retro". Em setembro de 2018, a versão em espanhol/francês recebeu mais de 100 milhões de visualizações no YouTube.
O single estreou no número 22 na parada Hot Latin Songs da revista Billboard dos EUA, tornando-se sua 41ª entrada na parada. Após a apresentação de Martin no 15º Prêmio Grammy Latino Anual, "Adiós" saltou do número 16 para o número nove na parada Hot Latin Songs e se tornou o 24º single do cantor entre os dez primeiros na parada. Essa façanha o colocou à frente da cantora Gloria Estefan na lista de artistas com os dez maiores sucessos da parada.
"Disparo al Corazón" foi lançado em 13 de janeiro de 2015 como o segundo single do álbum. Em 19 de janeiro de 2015, "Disparo al Corazón" estreou no número trinta e quatro na parada americana Latin Airplay e no número dezenove no Latin Pop Airplay. Martin ampliou sua liderança entre os vinte maiores sucessos no Latin Pop Airplay para quarenta (seguido por Enrique Iglesias com trinta e seis). "Disparo al Corazón" também estreou no número trinta e cinco no Hot Latin Songs, tornando-se o quadragésimo segundo hit de Martin na parada. Além disso, a música estreou no número sete no US Latin Pop Digital Songs. Duas semanas depois, estreou no número vinte e três na parada Tropical Songs. Em 16 de fevereiro de 2015, liderou o Latin Pop Airplay. Passou quatro semanas consecutivas no topo, e atingiu um novo pico no Hot Latin Songs, subindo para o número nove em sua quinta semana. Em 2 de março de 2015, Martin conquistou seu décimo quarto número um no Airplay latino. Na história da parada, apenas Enrique Iglesias ostentou mais picos (vinte e seis), e Gloria Estefan ocupa o terceiro lugar com onze números um. Eventualmente, alcançou a posição nove na parada US Hot Latin Songs, número um na Latin Airplay e número vinte na Latin Digital Songs.
"La Mordidita" é o terceiro single e foi lançado em 21 de abril de 2015. O videoclipe foi filmado em Cartagena das Índias, na Colômbia, em meados de março de 2015, com Simón Brand como diretor. As primeiras cenas do clipe foram filmadas na Casa Museo Rafael Núñez, onde Martin foi acompanhado pela atriz e bailarina colombiana María Cecilia Sánchez. Outras cenas foram filmadas em várias ruas locais da cidade. Falando sobre o conceito por trás do vídeo, Brand elaborou que girava em torno de Martin espalhando um "vírus" por meio de uma mordida, convertendo as pessoas ao seu redor em zumbis dançantes "sensuais e divertidos". Ele concluiu que "basicamente, estaremos espalhando o petisco pela cidade".

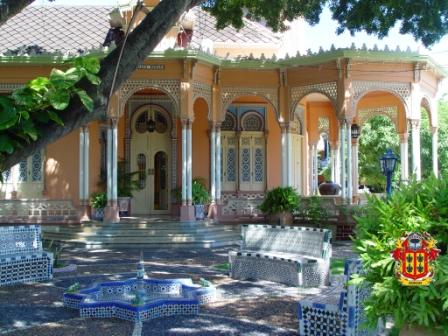
A Casa Museo Rafael Núñez, onde as cenas de abertura do videoclipe de "La Mordidita" foram filmados

Após o lançamento do álbum em fevereiro de 2015, "La Mordidita" estreou na décima sétima posição na parada de canções digitais latinas dos EUA, da revista Billboard, com 2.000 downloads digitais vendidos. Em maio de 2015, Martin estendeu seu recorde de singles no Top 20 do Latin Pop Airplay, quando "La Mordidita" saltou de 40-20 nesta parada. Em meados de agosto de 2015, "La Mordidita" rendeu a Martin seu vigésimo sexto hit entre os dez primeiros no Hot Latin Songs. Ele se tornou o quarto artista com o maior número de singles no Top 10 nos 29 anos de história da parada. No final de agosto de 2015, Martin ganhou seu décimo quinto número um na parada Latin Airplay (aumento de 58 por cento, para 11,8 milhões com a audiência do público). Eventualmente, "La Mordidita" alcançou o número seis na parada US Hot Latin Songs, número um no Latin Airplay e número sete no Latin Digital Songs. Também alcançou o primeiro lugar no Latin Pop Airplay, o número dois no Latin Pop Digital Songs e o número vinte e seis no Tropical Songs. Nas paradas de fim de ano da Billboard de 2015, "La Mordidita" alcançou a nona posição na Latin Pop Songs, a vigésima na Latin Airplay, a vigésima terceira na Hot Latin Songs e a trigésima segunda na Latin Digital Songs. Na Espanha, a música alcançou a posição de pico no número três e mais tarde foi certificada como disco de Platina.
"Perdóname" foi lançado nas rádios como o quarto single do álbum em 15 de janeiro de 2016. Foi escrita por Martin, Yotuel Romero, Beatriz Luengo e Antonio Rayo, e produzida por Julio Reyes Copello. Sobre o conceito da música, Martin disse em um comunicado: "Somos seres humanos e cometemos erros ... e o mais importante é poder dizer 'me perdoe' ... Há momentos em que nos deixamos levar pelo momento, pela paixão e pelo entusiasmo, e acabamos magoando alguém. Sou apenas humano e aceito isso. O que importa é olhar nos olhos dessa pessoa e dizer: 'Estou errado e sinto muito. Não foi minha intenção, por favor, perdoe-me.'" O videoclipe de "Perdóname" foi dirigido por Carlos Pérez e filmado em dezembro de 2015 em Miami. De acordo com um comunicado de imprensa, foi imaginado como um curta-metragem que pretende mostrar diferentes sentimentos através de imagens "avant-garde e complexas" de uma forma diferente dos clipes habituais do cantor.

## Recepção crítica
| Críticas profissionais | Críticas profissionais |
| Avaliações da crítica  | Avaliações da crítica  |
| Fonte                  | Avaliação              |
| ---------------------- | ---------------------- |
| AllMusic               | [ 4 ]                  |
| The Herald-Standard    | positive               |
| El Nuevo Día           | positive               |
| Renowned for Sound     | [ 6 ]                  |
| Yahoo! GMA             | [ 10 ]                 |
| Evigshed Mag           | (9.1/10)               |
| Previamente            | [ 8 ]                  |

As resenhas da crítica especializada em música foram majoritariamente favoráveis.
Thom Jurek do site AllMusic avaliou com quatro estrelas de cinco e escreveu que "Quien Quiera Escuchar é sólido de cima a baixo, repleto de ótimas músicas, produção e grooves de pista de dança que vêm de todo o mundo".
Eliezer Ríos Camacho, do site El Nuevo Día, fez uma resenha favorável na qual escreveu que o álbum é "repleto de baladas poderosas e faixas dançantes cativantes e sensuais, é a produção mais comercial de Ricky Martin desde “Vuelve”, aquela que lhe trouxe fama mundial, mas desta vez com o valor agregado de maturidade e experiência".
Em sua crítica, Marcus Floyd do site Renowned for Sound afirmou que "quer você fale espanhol ou não, é uma audição interessante [a de ouvir o álbum]; você sente cada emoção que Ricky Martin expressou com sua voz maravilhosa, que foi acompanhada de forma impressionante pela instrumentação de cada faixa". Ele também pontuou que é nítida a evolução do cantor de uma artista de música pop comercial para produções mais maduras e sofisticadas. Como ponto desfavorável ele criticou o fato da edição deluxe ter poucas músicas como bônus.
Com uma avaliação de 9.1 (de 10) o crítico do site Evigshed Mag escreveu que o álbum "entrelaça arranjos modernos e elegantes em ritmos latinos tradicionais que soam atemporais" e que possui "uma atmosfera excelente, relaxante e encantadora". Ele acrescentou que a "voz magistral de Ricky acrescenta um certo charme às faixas" e que o ouvinte pode sentir "sua "paixão e sua alma". De forma geral, afirmou que o álbum possui "melodias maravilhosas com sabor de world music, animadas, muito românticas que trazem um sorriso ao rosto e fazem você se sentir bem".

## Prêmios e nomeações
| Year | Ceremony                     | Award                                       | Result   | Ref.          |
| ---- | ---------------------------- | ------------------------------------------- | -------- | ------------- |
| 2015 | Latin American Music Awards  | Album of the Year                           | Venceu   | [ 58 ]        |
| 2015 | Latin Grammy Awards          | Best Contemporary Pop Vocal Album           | Indicado | [ 59 ]        |
| 2015 | American Music Awards        | Favorite Latin Artist                       | Indicado | [ 60 ]        |
| 2015 | Latin Music Italian Awards   | Best Latin Male Album of The Year           | Indicado | [ 61 ]        |
| 2016 | Grammy Awards                | Best Latin Pop Album                        | Venceu   | [ 62 ]        |
| 2016 | Premio Lo Nuestro            | Pop/Rock Album of the Year                  | Venceu   | [ 63 ]        |
| 2016 | GLAAD Media Awards           | Outstanding Music Artist (Spanish-Language) | Venceu   | [ 64 ] [ 65 ] |
| 2016 | Billboard Latin Music Awards | Top Latin Album of the Year                 | Indicado | [ 66 ] [ 67 ] |
| 2016 | Billboard Latin Music Awards | Latin Pop Album of the Year                 | Indicado | [ 66 ] [ 67 ] |

## Lista de faixas
- Créditos adaptados do site AllMusic.[68]

| N.º            | Título                    | Compositor(es)                                          | Produtor(es)                                                      | Duração |  |
| 1.             | "Adiós"                   | Ricky Martin, Yotuel Romero, Antonio Rayo               | Rayo, Jesse Shatkin, Romero, David Cabrera[a], Enrique Larreal[a] | 4:00    |  |
| 2.             | "Disparo al Corazón"      | Martin, Pedro Capó, Yoel Henriquez, Rafael Esparza Ruiz | Julio Reyes Copello                                               | 3:50    |  |
| 3.             | "Isla Bella"              | Yomero, Beatriz Luengo, Omar Alfanno                    | Copello                                                           | 4:55    |  |
| 4.             | "Perdóname"               | Martin, Yomero, Luengo, Rayo                            | Copello                                                           | 4:00    |  |
| 5.             | "Náufrago"                | Martin, Yomero, Rayo                                    | Copello, Rayo[a], Romero[a]                                       | 3:26    |  |
| 6.             | "La Mordidita"            | Martin, Capó, José Gómez, Romero, Luengo                | Rayo, Romero                                                      | 3:31    |  |
| 7.             | "Cuanto Me Acuerdo de Ti" | Martin, Yomero, Luengo, Rayo                            | Copello                                                           | 3:31    |  |
| 8.             | "Mátame Otra Vez"         | Martin, Romero, Luengo, David Julca, Johnny Julca       | Copello, Rayo[a], Romero[a]                                       | 4:03    |  |
| 9.             | "Nada"                    | Martin, Romero, Luengo, D. Julca, J. Julca              | Copello, Rayo[a], Romero[a]                                       | 3:25    |  |
| 10.            | "A Quien Quiera Escuchar" | Jorge Ruiz Flores                                       | Copello                                                           | 4:10    |  |
| Duração total: | Duração total:            | Duração total:                                          | Duração total:                                                    | 37:31   |  |

| Deluxe Edition |                                      |                             |         |  |
| N.º            | Título                               | Produtor(es)                | Duração |  |
| 11.            | "Náufrago" (Acoustic version)        | Copello, Rayo[a], Romero[a] | 3:20    |  |
| 12.            | "Mátame Otra Vez" (Acoustic version) | Copello, Rayo[a], Romero[a] | 4:02    |  |
| 13.            | "Nada" (Dharmik version)             | Copello, Rayo[a], Romero[a] | 3:11    |  |
| Duração total: | Duração total:                       | Duração total:              | 48:04   |  |

| Target Deluxe Edition with Exclusive Bonus Tracks |                                                                   |                             |         |  |
| N.º                                               | Título                                                            | Produtor(es)                | Duração |  |
| 11.                                               | "Náufrago" (Acoustic version)                                     | Copello, Rayo[a], Romero[a] | 3:20    |  |
| 12.                                               | "Mátame Otra Vez" (Acoustic version)                              | Copello, Rayo[a], Romero[a] | 4:02    |  |
| 13.                                               | "Nada" (Dharmik version)                                          | Copello, Rayo[a], Romero[a] | 3:11    |  |
| 14.                                               | "Te Extraño, Te Olvido, Te Amo" (Live version)                    |                             |         |  |
| 15.                                               | "Y Todo Queda en Nada/Fuego de Noche, Nieve de Día" (Live medley) |                             |         |  |
| 16.                                               | "A Medio Vivir" (Live version)                                    |                             |         |  |

Notes
- ↑a  produtor vocal.

## Tabelas
| Tabela musical (2015)             | Melhor posição |
| --------------------------------- | -------------- |
| Argentine Albums (CAPIF)          | 1              |
| Australian Albums (ARIA)          | 76             |
| Bélgica (Ultratop Flandres)       | 121            |
| Bélgica (Ultratop Valônia)        | 97             |
| Itália (FIMI)                     | 65             |
| Mexican Albums (AMPROFON)         | 2              |
| South Korean Albums (Gaon)        | 28             |
| Espanha (PROMUSICAE)              | 3              |
| South American Albums (Prensario) | 5              |
| Suíça (Schweizer Hitparade)       | 49             |
| Uruguayan Albums (CUD)            | 3              |
| Estados Unidos (Billboard 200)    | 20             |
| Estados Unidos (Top Latin Albums) | 1              |
| Estados Unidos (Latin Pop Albums) | 1              |
| Venezuelan Albums (Recordland)    | 4              |

| Tabela musical (2015)    | Posição |
| ------------------------ | ------- |
| Argentine Albums (CAPIF) | 1       |

| Tabela musical (2015)           | Posição |
| ------------------------------- | ------- |
| Argentine Albums (CAPIF)        | 2       |
| Mexican Albums (AMPROFON)       | 29      |
| Spanish Albums (PROMUSICAE)     | 47      |
| US Top Latin Albums (Billboard) | 3       |
| US Latin Pop Albums (Billboard) | 2       |

| Tabela musical (2016)           | Posição |
| ------------------------------- | ------- |
| US Top Latin Albums (Billboard) | 71      |
| US Latin Pop Albums (Billboard) | 20      |

## Certificações e vendas
| Região                                                                                             | Certificação     | Vendas  |
| -------------------------------------------------------------------------------------------------- | ---------------- | ------- |
| Argentina (CAPIF)                                                                                  | Ouro             | 80,000^ |
| Chile                                                                                              | 2× Platina       | 30,000  |
| Estados Unidos (RIAA)                                                                              | Platina (Latino) | 60,000^ |
| México (AMPROFON)                                                                                  | Platina          | 60,000^ |
| Venezuela                                                                                          | Platina          | 5,000   |
| *números de vendas baseados somente na certificação ^distribuições baseadas apenas na certificação |                  |         |